# Шанац на брду Баурићу
Шанац на брду Баурићу се налази у Горњој Оровици и под заштитом је Завода за заштиту споменика културе Ваљево. С обзиром да представља значајну историјску грађевину, проглашен је непокретним културним добром Републике Србије.

## Историја
Шанац из Првог српског устанка се налази на брду Баурић, у селу Горња Буковица на територији општине Љубовија. Фортификационе улоге дефанзивног карактера представља типични одбрамбени систем са почетка 19. века. Шанац је неправилног ромбоидног облика величине 118,5×63 метра. Његови опкопи су широки 13,5 метар и дубоки 9 метара. Поседује и две капије, јужну и северну и пет топовских позиција или платоа. Шанац је 1806. године подигао војвода Петар Николајевић Молер на војно-стратешком месту са кога је могао да контролише дринску долину између Љубовије и Сребренице. У овом устаничком утврђењу је било седиште власти за Буковичку кнежину Соколске нахије све до пропасти Карађорђеве Србије крајем 1813. године. У њему се у то доба налазио не само магистрат, већ и пошта или мензулана, црква и основна школа. Шанац је кратко био коришћен и у кнез Милошевом устанку почетком јула 1815. године, као и током исељавања муслиманских сељака из буковичких села јула 1834. године. У централни регистар је уписан 6. августа 1987. под бројем ЗМ 14.